# Kauffman-Klammer
In der Mathematik ist die Kauffman-Klammer eine Invariante von Knotendiagrammen. Sie ermöglicht einen diagrammatischen Zugang zur Berechnung des Jones-Polynoms von Knoten und Verschlingungen.

## Definition
Die Kauffman-Klammer eines Knoten- oder Verschlingungsdiagramms {\displaystyle L} wird mit {\displaystyle \langle L\rangle } bezeichnet, sie ist ein Laurent-Polynom in der Variablen {\displaystyle A}, das durch die drei folgenden Bedingungen festgelegt wird:
- {\displaystyle \langle \bigcirc \rangle =1}
- {\displaystyle \langle \bigcirc \sqcup L\rangle =(-A^{2}-A^{-2})\langle L\rangle }

In der ersten Bedingung ist {\displaystyle \bigcirc } das Standarddiagramm des Unknotens. Die Bilder in der zweiten Bedingung stehen für Kauffman-Klammern von Diagrammen, die sich innerhalb einer kleinen Kreisscheibe wie abgebildet unterscheiden und ansonsten identisch sind. Die dritte Bedingung bedeutet, dass Hinzufügen eines vom Rest des Diagramms disjunkten Kreises die Kauffman-Klammer des Diagramms mit {\displaystyle -A^{2}-A^{-2}} multipliziert.

## Zusammenhang zum Jones-Polynom
Das normierte Kauffman-Polynom wird definiert durch die Formel
{\displaystyle X(L)=(-A^{3})^{-w(L)}\langle L\rangle }, wobei {\displaystyle w(L)} die Verwringung von {\displaystyle L} bezeichnet. {\displaystyle X(L)} ist invariant unter Reidemeister-Bewegungen und definiert deshalb eine Invariante von Verschlingungen.
Das Jones-Polynom {\displaystyle V(L)} erhält man, indem man {\displaystyle A=t^{-1/4}} in {\displaystyle X(L)} substituiert.